# محاكمة اللغتين
محاكمة اللغتين كان أحد أعمال مير علي شير نوائي. اكتمل في كانون الأول 1499، ودافع عن وجهة نظر نافائي بأن اللغة التركية الجاغاتايية متفوقة على اللغة الفارسية للأغراض الأدبية، وهو ربما حاول تبرير قلة الأدب التركي الجاغاتي مقارنةً مع الأدب الفارسي. لقد كان هذا آخر بيان حاسم للكاتب حول الموضوع الأعز على قلبه، والمحاكمات هي مثال مثالي لعمل الكاتب الأخير الذي يكون بمثابة وصيته الأخيرة أيضًا، والتي كانت تهدف إلى التأكيد على أهمية لغته الأم.
ويؤكد نافائي مرارًا وتكرارًا على إيمانه بثراء المفردات التركية ودقتها وقابليتها للتشكيل مقارنة بالمفردات الفارسية. على سبيل المثال من الكتاب:
- لدى الأتراك كلمة لوصف علامة الجمال [الإنجليزية] الموجودة على وجه المرأة، ولكن لا توجد كلمة مماثلة في اللغة الفارسية.
- تحتوي العديد من الكلمات الجاغاتايية على ثلاثة أو أربعة معاني أو أكثر؛ أما اللغة الفارسية، وفقًا لنواي، فتفتقر إلى مثل هذه الكلمات المرنة.
- تحتوي اللغات التركية على تسع كلمات تستخدم لتحديد أنواع منفصلة من البط، مما يوضح قدرة اللغات التركية على إجراء تمييزات أكثر دقة. ويزعم أن اللغة الفارسية تحتوي على كلمة واحدة تغطي كل هذه الأمور.

تملأ حجج من هذا النوع صفحة بعد صفحة من المحاكمات . وفيما يلي مقتطف من هذا العمل الرئيس (متُرجم من الكتاب الإنجليزي):
لقد أدركت ضرورة التفكير في الكلمات التركية. وكان العالم الذي ظهر لي أعظم من ثمانية عشر ألف عالم، وكانت سماءه المزينة التي تعرفت عليها أعلى من تسع سماوات. هناك وجدت كنزًا من ... تميزت فيه اللآلئ بأنها أكثر لمعاناً من النجوم. دخلت حديقة الورد. كانت ورودها أكثر روعة من نجوم السماء، وكانت أرضها المقدسة لم تمسسها يد أو قدم، وكانت عجائبها العديدة آمنة من لمسة الأيدي الأخرى.
ومع ذلك، فإن هذا لا يعكس المعايير الحديثة للدراسات اللغوية. يقول روبرت ديفروكس، المترجم الغربي لهذا العمل:[بحاجة لمصدر]
أي عالم لغوي اليوم يقرأ المقال سوف يستنتج حتما أن نوائي لم يقدم حجته بشكل جيد، لأن حجته الرئيسة هي أن المعجم التركي يحتوي على العديد من الكلمات التي لم يكن لدى الفارسية معادلات دقيقة لها، وأن الناطقين بالفارسية اضطروا لذلك إلى استخدام الكلمات التركية. وهذا دليل ضعيف لا يمكن الاعتماد عليه، لأنها لغة نادرة بالفعل ولا تحتوي على كلمات مقترضة. على أية حال، فإن جمال اللغة ومزاياها كوسيلة أدبية تعتمد على حجم المفردات ونقاء أصل الكلمة أكثر من اعتمادها على روعة الكلمات وقدرتها على التعبير ومرونة تشكيلها التي يتضمنها معجمها. وعلاوة على ذلك، حتى لو تم قبول أطروحة نوائي على أنها صحيحة، فإنه دمر قضيته الخاصة من خلال الاستخدام المفرط، بلا شك دون علم، للكلمات غير التركية حتى في حين سخر من الفرس بسبب حاجتهم إلى استعارة الكلمات التركية. لم يقم الكاتب بإحصاء عدد كلمات نص نوائي، ولكنه يقدر بشكل متحفظ أن نصف الكلمات التي استخدمها نوائي في المقال على الأقل هي من أصل عربي أو فارسي. ولدعم ادعائه بتفوق اللغة التركية، يستخدم نوائي أيضًا الحجة الغريبة التي تقول إن معظم الأتراك كانوا يتحدثون الفارسية أيضًا، ولكن القليل من الفرس فقط تمكنوا من إتقان اللغة التركية. من الصعب أن نفهم لماذا أعجب بهذه الظاهرة، لأن التفسير الأكثر وضوحا هو أن الأتراك وجدوا أنه من الضروري، أو على الأقل من المستحسن، تعلم اللغة الفارسية، بعد كل شيء، فهي اللغة الرسمية للدولة ولآسيا الوسطى، في حين لم ير الفرس أي سبب يدعوهم إلى عناء تعلم اللغة التركية التي كانت، في نظرهم، مجرد لغة غير متحضرة لقبائل بدوية غير متحضرة.

## ملحوظات
1. ↑  http://www.turkoloji.cu.edu.tr/ESKI%20TURK%20DILI/abik.pdf نسخة محفوظة 2016-03-10 على موقع واي باك مشين. (in Turkish, with English abstract)

## روابط خارجية
- الجزء الأول من ترجمة ديفروكس، العالم الإسلامي (1964) 54(4)، 270-287
- الجزء الثاني من ترجمة ديفروكس لكتاب العالم الإسلامي (1965) 55(1)، 28-45